# Palazzo Cesena

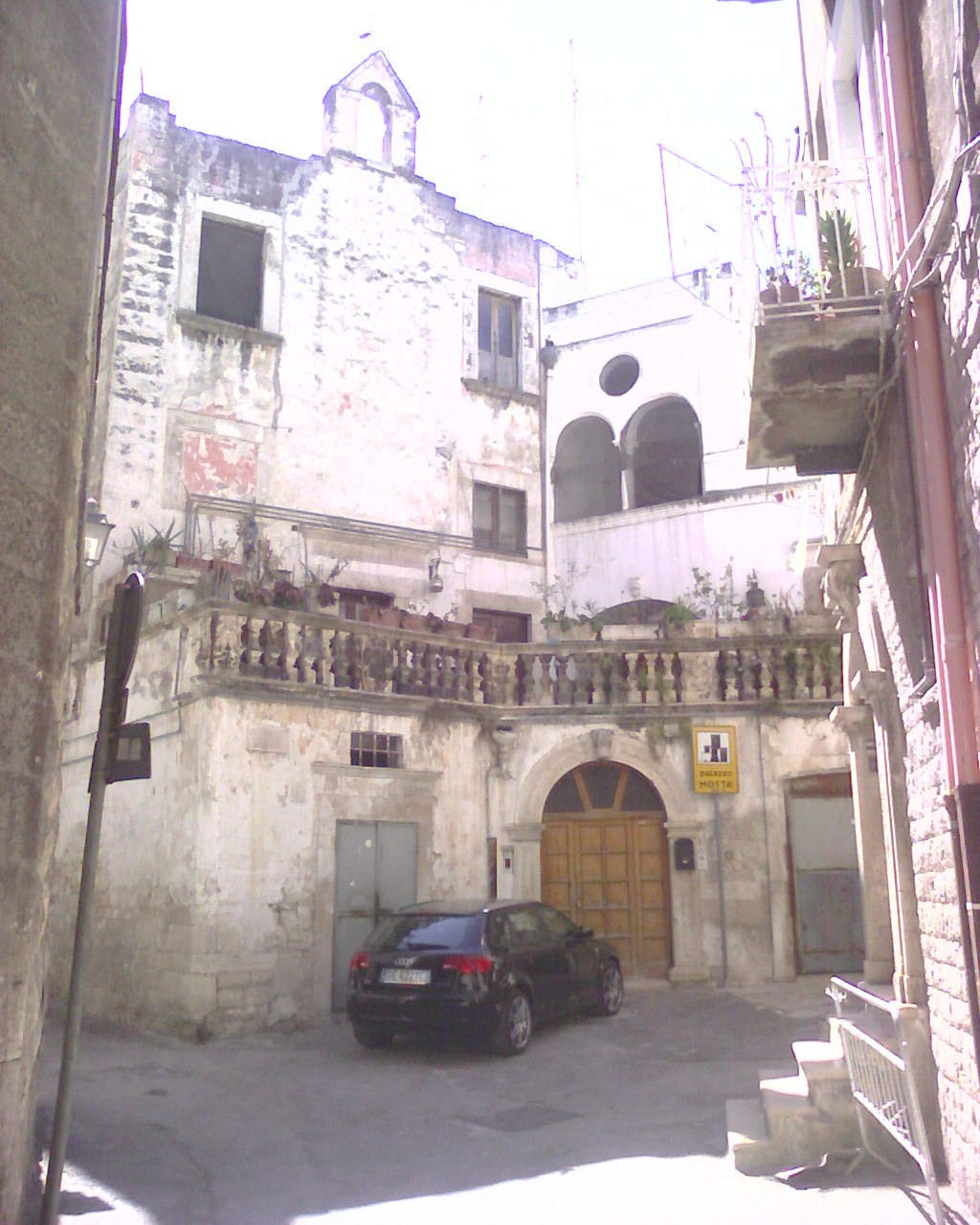
Palazzo Cesena

Palazzo Cesena è un palazzo storico di Modugno (BA) costruito nel centro cittadino, verso la fine del XVII secolo, addossato alla costruzione che doveva fungere da nucleo principale della Motta oppure costruito sopra le sue fondamenta. Prova di ciò, è la struttura stessa del palazzo formata da due parti posizionate in maniera angolare tra loro. Questo palazzo si sviluppa su tre livelli.
Il palazzo in stile tardo-rinascimentale venne costruito dal Magnifico Pietro Anello Cesena nel 1691. Dalla famiglia Calò-Cesena, passò successivamente alla famiglia Pilolli, e infine alla famiglia Caporusso.
Al piano terra si apre un portone con arco a tutto sesto; alla sua destra c'è l'ingresso della cappella dedicata alla Natività della Vergine. Sopra di essa è incisa l'iscrizione in latino che conferma la dedica della cappella, da parte della famiglia Cesena, alla Vergine Madre di Dio: “DEIPARAE VIRGINIS NATIVITATI. CESENA 1691”. In questa cappella, la famiglia Caporusso fece collocare due statue raffiguranti i due Santi Medici Cosma e Damiano realizzate a Napoli, che, dopo la sconsacrazione della cappella, vennero spostate nella Chiesa del Carmine.
Nel prospetto sopra la cappella si aprono due ordini di finestre rettangolari e, in cima allo stesso, si può notare ciò che rimane di un antico campanile a vela.
Nella parte orientale del palazzo Cesena si può vedere un'altana con una spaziosa bifora divisa da una colonninca con capitello a foglie. Questa bifora è sormontata da un'apertura circolare. Per la sua caratteristica conformazione, l'altana è stata dichiarata monumento nazionale.
Molto caratteristica è anche la balaustra che sormonta il piano terra, riccamente decorata con fregi di vasi o di mascheroni. Al centro di questa balaustra è riportato lo stemma nobiliare della famiglia Calò-Cesena.
La famiglia Cesena e immigrata a Modugno tra il 1524 e il 1557 da Varese Ligure. Camillo Cesena era il Governatore del feudo per conto del Principe di Monaco. Il militare Giuseppe Monaco, al servizio della Repubblica di Genova, nel 1715 ottenne dei feudi dal duca di Parma e Piacenza, Giuseppe I Farnese, in occasione del matrimonio di Elisabetta Farnese con Filippo V di Spagna. Di Domenico Cesena Carrettone Calò visse tra il XVII e il XVIII secolo e sposò D. Pasqua Chiurlia; in virtù di quel matrimonio chiese di essere iscritto tra i patrizi di Bari, ma non ottenne il risultato sperato in quanto modugnese. Nel 1742 fu iscritto al seggio dei nobili modugnesi. Carlo Cesena fu sindaco di Modugno nel 1808, sotto Gioacchino Murat. Nei primi anni del XIX secolo la famiglia Cesena si estinse nella famiglia Longo.
Lo stemma familiare raffigura un leone rampante, un albero (simbolo della famiglia Calò con cui erano imparentati) ed un levriero che tiene un giglio dei Farnese (in segno di riconoscenza, per i benefici ottenuti).